# کاتوکالا زاریپ
کاتوکالا زاریپ (به انگلیسی: Catocala xarippe) یک نوع بید است که در ژاپن و خاور دور روسیه یافت می‌شود.